# アフリカの武術一覧
アフリカの武術一覧（あふりかのぶじゅついちらん）とは、アフリカに伝わる武術の一覧。
 アルジェリア
- マトラグ - 棒術。
- イマワリン - 遊牧民の武術。

 アンゴラ - カポエイラに似た武術が多い。
- バッスーラ
- ガベトゥーラ
- カマングラ - 平手をよく使う。
- ンゴラ
- ンジンガ
- ウムディーニュ - ジャンプをよく使う。

 エジプト
- アハ（フランス語: Aha_(lutte)） - 古代エジプトで兵隊の訓練に使われたという。現在、アメリカで復元を試みている団体がある。
- ヒクタ（フランス語: Hikuta） - ファラオの護衛官が編み出したという。
- クタ - ヒクタの元になったという武術。
- ナブート - 棒術。
- セベッカ（フランス語: Sebekkah） - 組討の術。
- タフティーブ - 棒術。
- タ・メリアン - インド拳法のような型がある。
- ヌビア棒術
- ハム棒術 - バジャ族等のハム語族の民族が使う武術。
- イスカンダラーニ - 昔アレキサンドリアにあったナイフ格闘術。
- ヌビア相撲

 エチオピア
- スルマ棒術
- ドゥラ・マケータ - オロモ人の棒術。
- レ・エフィ・アレー・エーセー - 点穴を含む投げ技系の体術。

 エリトリア
- テスタ - 噛み付き等も認められる過激な武術。

 カメルーン
- ドゥアラ相撲

 ガンビア
- ガンビア相撲
- ボレイ - 打撃格闘術。

 ギニア
- ペウル

 ケニア
- ナクバブカ - マサイ族の武術。
- カイティ - 武器術。とても古いという。

 コンゴ民主共和国
- グウィンドゥルムトゥ - 頭突きを含むレスリングの一種。ブラジルに類似の武術があるという。
- キプラ - 闘鶏の動きを元にしている格闘術。カポエイラの祖先と考えられている。
- ムソンディ - カレンダ（中南米の武術）の元になった武術。
- リバンダ - 総合格闘術。

 スーダン
- ヌバ棒術
- ヌバ相撲
- トゥーバタ - レスリングの一種。

 セネガル
- セネガル相撲
- ボレイ - 打撃格闘術。
- ジョーラ
- ムカゾ・ンチャ・シカナ - 点穴を含む投げ技系の体術。
- ノボロ - 棒術。
- オルバ - レスリングの一種。
- ベリ - レスリングの一種。

 チュニジア
- グレッシュ - レスリングの一種。

 トーゴ
- エヴァラ相撲
- ズヴァラ

 ナイジェリア
- ダンベ - 打撃格闘術。
- コカワ - レスリングの一種。
- ギディグボ - レスリングの一種。
- イグバ・ナグバ
- コロコロ - レスリングの一種。

 マダガスカル
- モラング

 南アフリカ連邦
- イシナファカデ・サマトンゴ - ズールー人とコサ人に伝わる格闘技。
- ムサンウェ - ボクシングに似た格闘術。
- ングニ棒術
- ズールー棒術
- ンゴロ - カポエラに似た打撃格闘術。

 モロッコ
- マラタビーン - アラブ系の武術。

 レユニオン
- モラング
- クローシュ - ヨーロッパから伝わったレスリングの一種。